# Cacia nigricollis
Cacia nigricollis es una especie de escarabajo longicornio del género Cacia, subfamilia Lamiinae. Fue descrita científicamente por Heller en 1923.
Se distribuye por Filipinas. Mide 12 milímetros de longitud.